# 袁鳴
袁鳴（1971年3月19日—），女，上海广播电视台主持人，出生於上海市。

## 电视综艺音乐栏目
- 中央电视台《正大综艺》
- 中央电视台《东西南北中》
- 《东芝动物乐园》
- 东方电视台《东方直播室》
- 东方电视台《白金大碟》
- 东方电视台《飞越太平洋》
- 东方电视台《共度好时光》
- 东方电视台《城市心情》
- 《英伦之旅 British Adventure》
- 东方卫视、SMG第一财经频道《创智赢家》
- SMG第一财经频道《波士堂》
- 东方卫视、SMG第一财经频道《谁来一起午餐》
- STV上视新闻综合频道《少年爱迪生》
- 东方卫视、STV上视新闻综合频道、ICS上海外语频道《世博链接 Expo Connection》

## 电视新闻栏目
- 《新闻故事》
- 上海卫视《Shanghai Noon》
- 东方卫视《环球新闻站》
- 东方卫视《东方新闻》
- 东方卫视《东方夜新闻》
- 东方卫视《环球交叉点》

## 大型综艺晚会主持
- 1993年：现场转播第45届奥斯卡颁奖典礼
- 1994-1997；与日本NHK合作《亚洲歌坛》
- 1998年：维也纳金色大厅‘中国民乐虎年新春音乐会’
- 1996年：中央电视台《春节联欢晚会》
- 2000年英国伦敦千禧宫‘为中国喝彩’演出
- 1996年，1997年中央电视台‘中国音乐电视颁奖晚会’
- 1997年：与台湾电视合作‘中秋夜，两岸情’晚会，以及‘大连服装节开幕式’‘第8届全国运动会闭幕式’，上海电影节，上海电视节，上海国际芭蕾舞比赛
- 1999年：财富论坛演出
- 2017年10月11日：阿里巴巴杭州云栖大会

## 特别报道
- 东方卫视2004美国大选特别报道
- 东方卫视20110427威廉王子婚礼特别报道
- 东方卫视、STV上视新闻综合频道20110911九一一十周年特别报道
- 东方卫视20140520亚信峰会文艺晚会特别报道
- 东方卫视20151114巴黎恐怖袭击事件特别报道
- 中央电视台与SMG合作《还看今朝·上海----奋楫者先》（2017年10月1日 上午10点至12点）

## 電視劇
- 《都市六人行》杏仁（客串第21集）
- 《將愛情進行到底》(客串大學教師蘇露)

## 廣告
- 愛立信手機廣告，女主角（和劉德華合作）

## 獎項
- 第二屆華語電視周國際華語十佳節目主持人
- 「金士明」杯全國電視節目主持人大賽綜藝金獎
- 「中國廣播電視學會」主持人節目研究委員會理事
- 1996年度上海市三八紅旗手標兵